# أكيم ريختر
أكيم ريختر (بالألمانية: Achim Richter)‏ (و. 1940 – م) هو فيزيائي، وعالم نووي، وأستاذ جامعي من ألمانيا . ولد في دريسدن .

## مناصب وهيئات
أدار جامعة دارمشتات للتكنولوجيا.

## جوائز
حصل على جوائز منها:
- Stern–Gerlach Medal (2001)
- Gay-Lussac-Humboldt-Prize (1988)
- Hessian Order of Merit.